# 鐃鈸 (東亞)

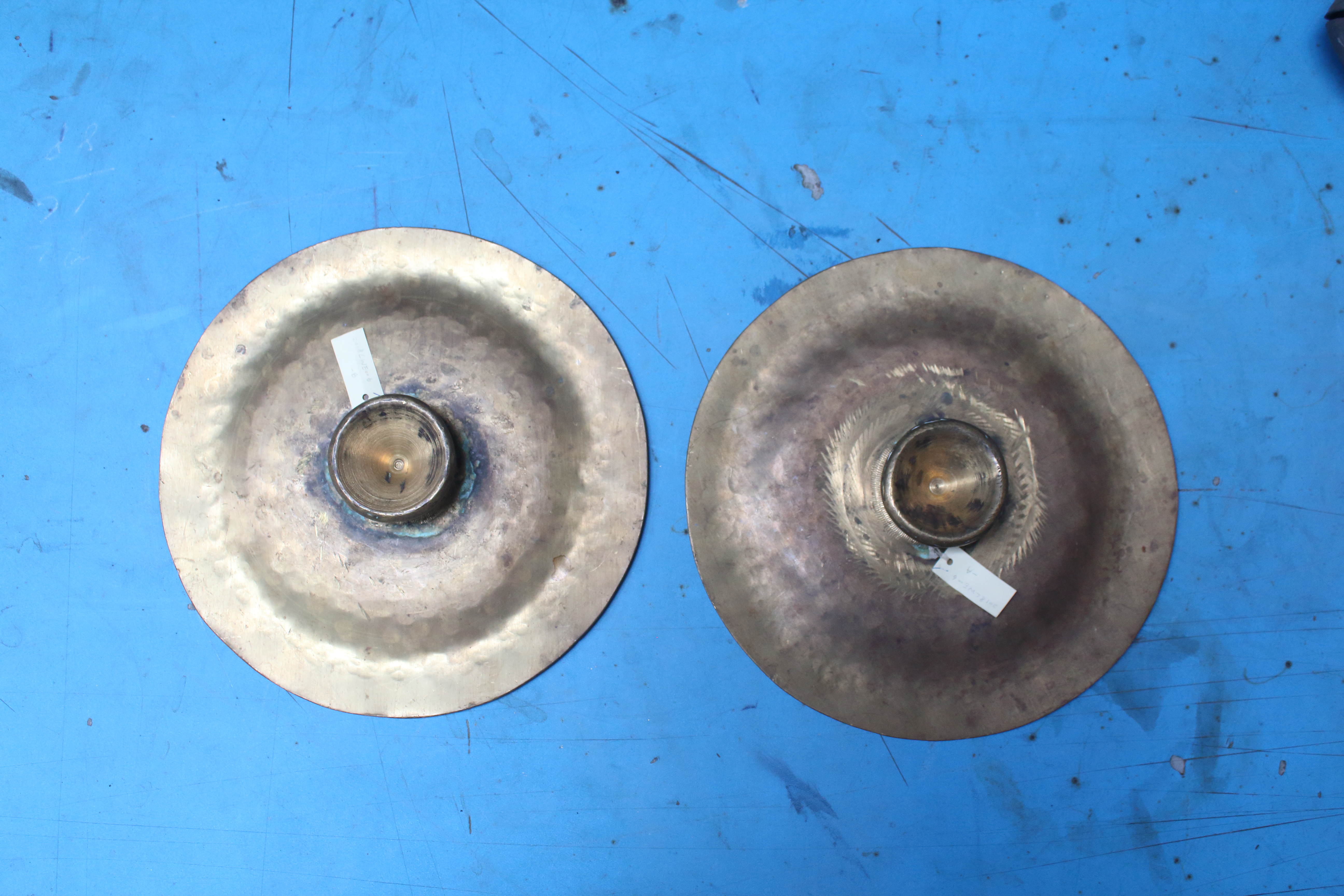

铙钹是東亞傳統打擊樂器，寺院法会时也常用此作為法器。
- 三才图会曰：“金铙如火斗，有柄以铜为匡，疏其上，如铃，中有丸。执其柄而摇之，其声譊譊然，以止鼓。”
- 杜氏通典曰：“铜钵亦谓之铜盘，出于西戎及南蛮，其圆数寸，隐起如浮沤，贯之以韦，相击以和乐也。”
- 法华经曰：“琵琶铙铜钹。”后混为一种，以为法事之乐器。
- 正字通曰：“钹蒲活切，音拔，铜钹今铙钹也。”是铙钹为一物之本据也。
- 僧史略曰：“初集鸣铙钹，唱佛歌赞。”

## 外部連結
- （页面存档备份，存于）香港蓬瀛仙館道教文化中心資料庫
- （页面存档备份，存于） 祥雲法師 (台灣)《佛教常用唄器、器物、服裝簡述》